# Провиденциализм
Провиденциализм (от лат. providentia — предвидение, предусмотрительность) — историко-философский метод, рассмотрение исторических событий с точки зрения непосредственно проявляющегося в них Провидения, высшего Промысла, осуществления заранее предусмотренного Божественного плана спасения человека.
Провиденциалистское понимание исторического процесса как пути к эсхатологическому царству Божию легло в основу всей средневековой христианской церковной историографии.

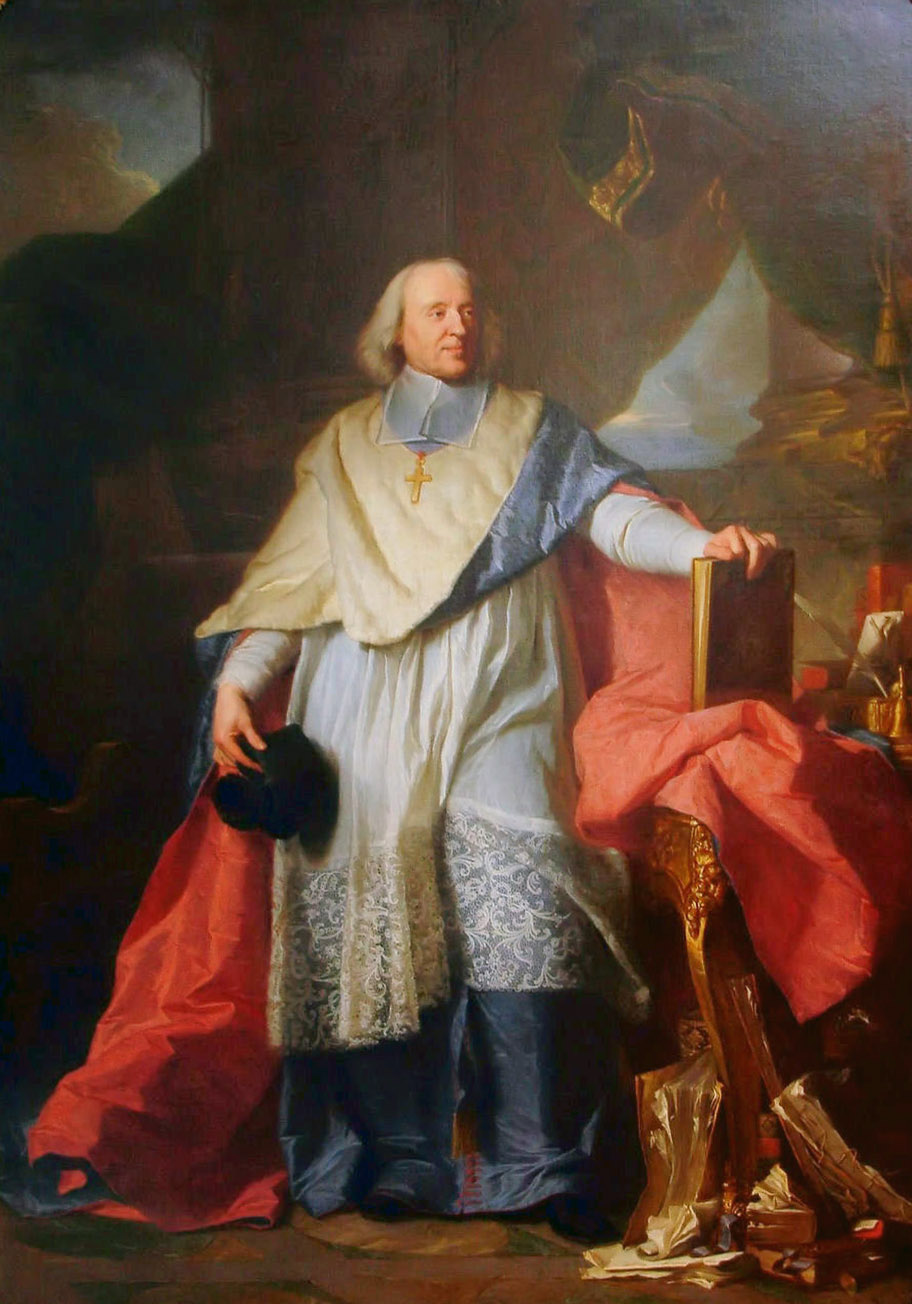
Епископ Жак Боссюэ (портрет работы Ясента Риго)

В произведениях христианских философов Евсевия и Иеронима (IV век) всемирная история впервые стала рассматриваться как часть библейской священной истории. В трудах бл. Августина (прежде всего в «О граде Божьем») было показано, что движущей пружиной исторического процесса является Божественная воля: история развивается по Божественному плану, имеющему конечной целью торжество ценностей Нового Завета и достижения всеми верными Царствия Божьего. Августин дал христианскую периодизацию истории: от сотворения мира до Христа и — после Христа; по шести «возрастам мира» (по аналогии с библейскими шестью днями Творения); по четырём «мировым» монархиям.
В исторических сочинениях византийских хронистов Иоанна Малалы, Иоанна Зонары и др. история рассматривалась как обнаружение Бога в мире, как «деяния Божии через людей». Прошлое имеет значение лишь постольку, поскольку оно содержит в себе христианские пророчества и Божественные знаки, провиденциальные предначертания настоящего и будущего.
На Западе выдающимися представителями средневекового провиденциализма были Орозий (книга «Adversus paganos historiarum libri septem») и Оттон Фрейзингенский («Хроника, или История о двух царствах»). 
В XVII веке нововременную версию западного провиденциализма сформулировал французский мыслитель Ж. Боссюэ. В XVIII—XIX веках нововременной провиденциализм был философской основой многих идеалистических концепций (Ж. М. де Местр, Ф. фон Шлегель, Л. фон Ранке и его школа, философия истории неотомизма, в какой-то степени  Г. В. Гегель).